# Villa Monéjan
La villa Monéjan est une villa située au Touquet-Paris-Plage dans le département du Pas-de-Calais en région Hauts-de-France.
Conçue par l'architecte Anatole Bienaimé, elle est située avenue Saint-Jean, dans le secteur « Village Suisse » du quartier résidentiel du « triangle d'or ».

## Architecture
Cette villa fait partie de la centaine de villas conçues au début du XXe siècle au Touquet-Paris-Plage par l'architecte Anatole Bienaimé, l'un des principaux architectes du Touquet-Paris-Plage. Elle a été construite par l'entrepreneur Degallaix, l'un des principaux entrepreneurs de Paris-Plage et du Touquet-Paris-Plage.
Comportant trois niveaux d'habitation, elle épouse le style alpin du « Village Suisse ». Elle a été rénovée vers 2012-13 pour 300 000 euros. L'intérieur est dans un style un peu « design-contemporain » avec une « belle cuisine » et comporte à l’arrière un jardin clos de plusieurs centaines de mètres carrés.
Le rez-de-chaussée de la villa a été aménagé en deux commerces : une agence immobilière et une petite boutique de vêtements installée dans l'ancien garage.

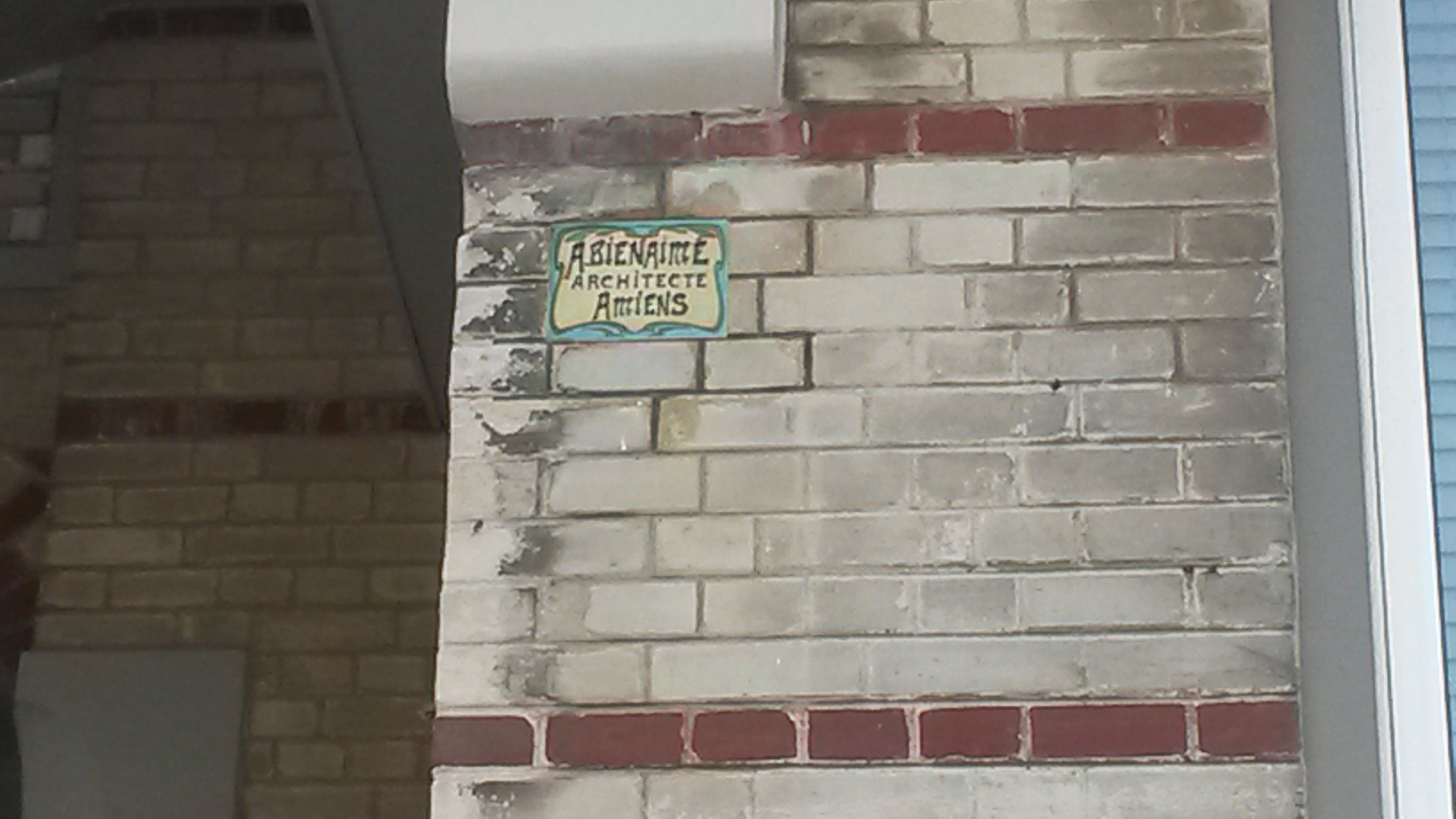
Plaque de l'architecte Anatole Bienaimé.
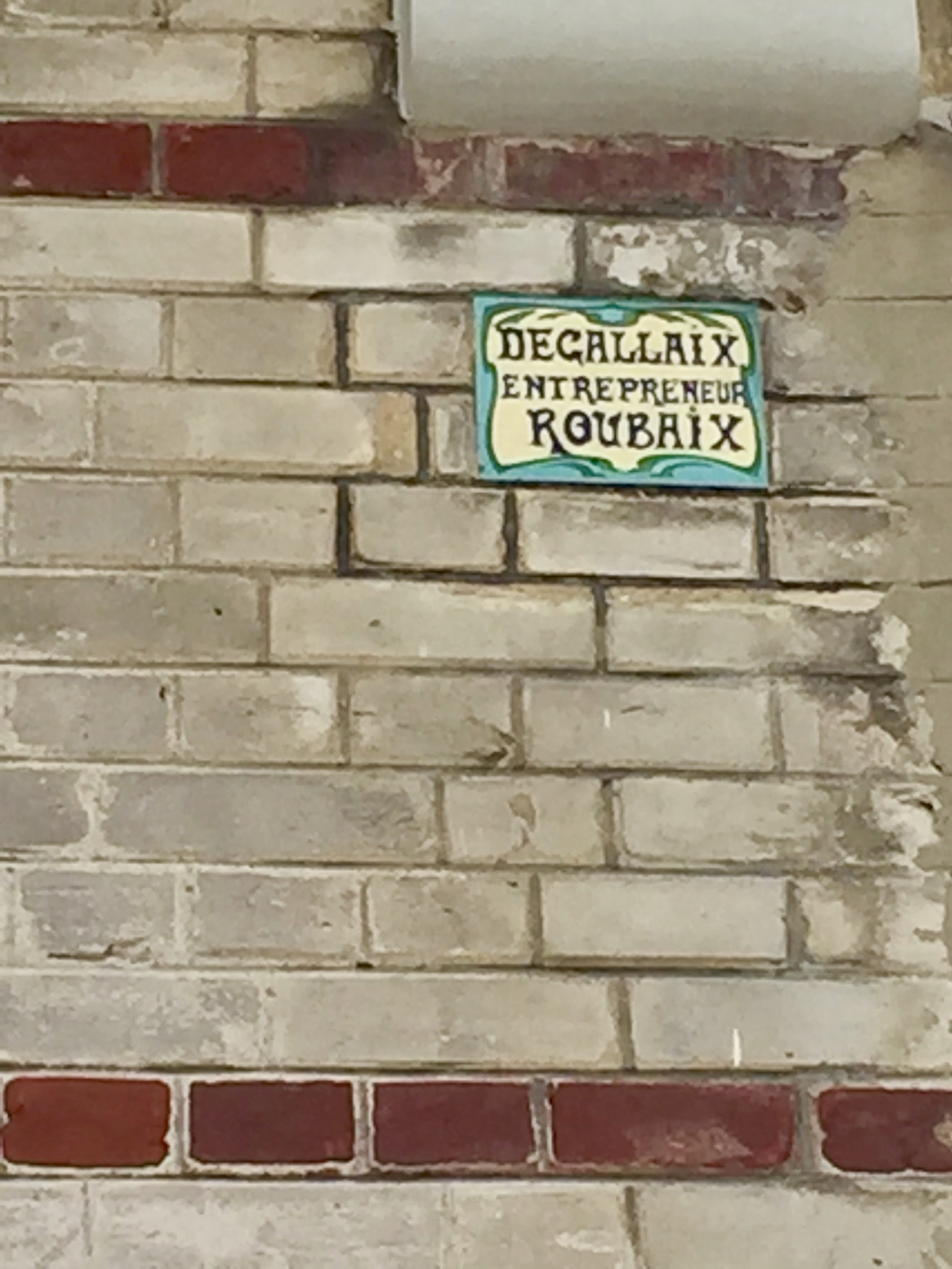
Plaque de l'entreprise Degallaix.

## Propriétaire

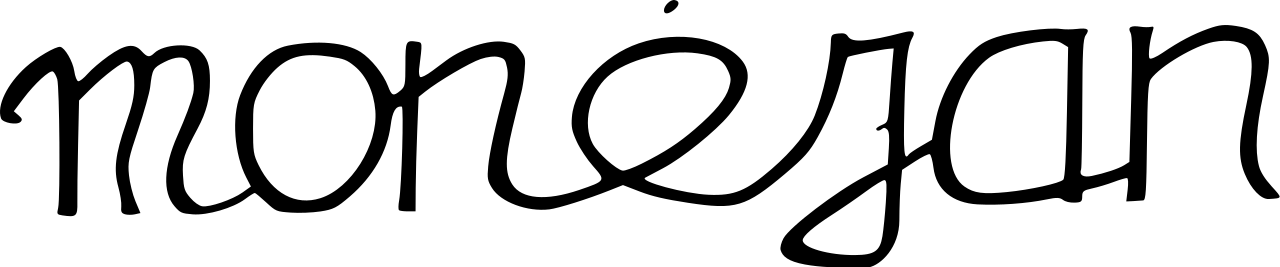
Nom de la villa tel qu'il figure en haut de la façade, au niveau du toit.

La villa appartenait au couple Simone et Jean Trogneux, d'où le nom qu'ils lui ont donné : Monéjan. Jean Trogneux (1909-1994) adorait cette demeure et sa fille, Brigitte Macron, qui y passait régulièrement ses vacances depuis l'âge de 5 ans, en hérita. La villa fait donc partie du patrimoine du couple ; c'est pourquoi le 31 mai 2016, le site web Mediapart révèle qu'après une vérification de la Haute Autorité pour la transparence de la vie publique (HATVP), le foyer fiscal devait payer l'impôt de solidarité sur la fortune (ISF), le patrimoine du couple dépassant le seuil d'imposition minimum, fixé à 1,3 million d'euros. Le couple avait sous-évalué la valeur de la villa de 200 000 euros. Le bien, dans lequel des travaux avaient été entrepris par le couple, avait alors été réestimé à 1,4 million d'euros par la HATVP. D'après Mediapart, le couple avait alors dû régulariser sa situation pour les années 2013, 2014 et 2015. En 2022, la résidence serait estimée à 2,7 millions d'euros. Interrogé par Mediapart, le cabinet d'Emmanuel Macron avait toutefois assuré que ce dernier avait anticipé, en effectuant une déclaration rectificative pour le foyer fiscal ; « La situation fiscale de M. et Mme Macron est tout à fait régulière, toutes les déclarations auxquelles ils sont assujettis ont été effectuées » déclarait l'un de ses collaborateurs ; la note s'élevait à environ 10 000 euros. 
À titre personnel, dans ses déclarations de 2017 et 2022 transmises à la HATVP, Emmanuel Macron indique ne posséder aucun patrimoine immobilier.

## Attraction touquettoise
Depuis l'élection à la présidence de la République d'Emmanuel Macron en mai 2017, cette villa est devenue une attraction touristique touquettoise.
Cette villa est l'endroit où la famille Macron se retrouve certains week-ends et pour les vacances. La mère d'Emmanuel Macron y a également passé quelques étés.
Depuis mai 2017, le couple présidentiel est beaucoup moins tranquille lorsqu'il pose ses valises à la villa Monéjan : « Quand on arrive, c’est la foire aux pains d’épices » confiait l'épouse du Président, dans l'ouvrage des journalistes Renaud Dély et Marie Huret. Quelques semaines avant l'élection présidentielle de 2017, déjà, un drone avait été aperçu au-dessus du jardin de la demeure familiale, alors que les petits-enfants des Macron étaient en train de jouer, comme l'avait révélé Tiphaine Auzière, la fille de Brigitte Macron, dans le livre Les Macron (éd. Fayard) de Caroline Derrien et Candice Nedelec.
Emmanuel Macron et son épouse, inscrits sur les listes électorales du Touquet-Paris-Plage, s'y rendent lors des élections.